# 瓦恩格拉斯 (蒙大拿州)
瓦恩格拉斯（英語：Wineglass）是位於美國蒙大拿州帕克縣的普查規定居民點。

## 人口
根據2020年美國人口普查的數據，瓦恩格拉斯的面積為16.24平方千米，皆為陸地。當地共有人口280人，而人口密度為每平方千米17.24人。